# ジオパーク
ジオパーク（英: geopark）とは、地球科学的な価値を持つ遺産（大地の遺産、ジオヘリテイジ、英: geoheritage）を保全し、教育やツーリズムに活用しながら、持続可能な開発を進める地域認定プログラムである。ジオパークは、地球・大地を意味するジオ（Geo）と公園を意味するパーク（Park）とを組み合わせた言葉である。中国では、中国の制度で登録されている「地質公園」がユネスコ世界ジオパークに認定されているため、中国においては、ユネスコ世界ジオパークは世界地質公園と訳されている。日本においては、ジオパークを地質公園とは訳していない。これは，日本語で地質公園とすると、ジオパークの制度を正しく表現しないためである。日本ではそのままジオパークの語を用いるとともに、意味を説明する際には「大地の公園」と表現している。

## 概要

### 活動
ジオパークの活動は以下の3つに要約される。
1. 保全（conservation） - 大地の遺産を保全する。
2. 教育（education） - 大地の遺産を教育に役立てる。
3. ジオツーリズム（geotourism） - 大地の遺産を楽しむジオツーリズムを推進し、地域の経済を持続的な形で活性化する。

### 認定
地域が「ジオパーク」と名乗るには、ジオパークネットワークに加盟するための審査および認定を受ける必要がある。また、4年に1回、現地審査を含む再認定審査があり、加盟認定が取り消される場合もある。
世界ジオパークネットワーク（GGN）の審査を受けて同ネットワークへの加盟を認定されているジオパークを、ユネスコ世界ジオパークと称する。これは国際連合教育科学文化機関（ユネスコ）の正式事業である。なお、日本にあるユネスコ世界ジオパークは、日本ジオパーク（後述）でなければ申請を受け付けないという日本ジオパーク委員会の取り決めがあるため、みな日本ジオパークである。日本ジオパークは、日本ジオパーク委員会（JGC）の推薦を受けると、世界ジオパークネットワーク（GGN）への加盟申請を行うことができる。日本にあるユネスコ世界ジオパークは、世界・日本それぞれの再審査・再認定を4年に1回受ける。
国や地域のレベルで認定されたジオパークも存在する。日本の場合、日本ジオパークネットワーク（JGN）に加盟している地域を日本ジオパークと称する。詳細は後述する。

### 沿革
- 2000年（平成12年） - ヨーロッパの有志によりヨーロッパジオパークネットワーク（EGN）設立。
- 2004年（平成16年）
  - 国際連合教育科学文化機関（ユネスコ）の支援により、ヨーロッパと中国を中心に世界ジオパークネットワーク（GGN）設立。
  - アジア太平洋地域のジオパークとそれを目指す地域により、アジア太平洋ジオパークネットワーク（APGN）設立。
- 2007年（平成19年）
  - 10月4日 - 「日本ジオパーク連絡協議会」発起人会が東京で開かれる[広報 2]。
  - 12月26日 - 日本ジオパーク連絡協議会を13地域で設立[広報 2]。
- 2008年（平成20年）
  - 5月28日 - 日本における国内の審査団体として、産業技術総合研究所地質調査総合センターが中心となって日本ジオパーク委員会（JGC）が発足[広報 2]。
  - 12月8日 - 7地域が日本ジオパークに決定[広報 2]。同時に、GGN加盟申請への3地域の推薦が決定。
- 2009年（平成21年）
  - 5月26日 - 日本ジオパークネットワーク（JGN）設立[広報 2]。日本ジオパーク連絡協議会は発展的解散[広報 2]。
  - 8月22日 - 洞爺湖有珠山ジオパーク（北海道）、糸魚川ジオパーク（新潟県）、島原半島ジオパーク（長崎県）がGGNに加盟を認められ、日本初の「世界ジオパーク」となる[広報 2]。
- 2015年（平成27年）11月17日 - 世界ジオパークが国際連合教育科学文化機関（ユネスコ）の正式事業として認定される[広報 3][3]。

### ジオパーク教育・学習
ジオパーク教育は、持続可能な社会や地球のあり方を考え、行動するための教育であり、ユネスコや文部科学省・環境省が重視する持続可能な開発のための教育（Education for sustainable development: ESD）の考え方と一致する。

## 世界ジオパーク

### アジア

#### 日本
日本にある世界ジオパークは、以下の通りである。
- 洞爺湖有珠山ジオパーク - 2009年8月加盟（日本ジオパークネットワークには2008年12月加盟）
- 糸魚川ジオパーク - 2009年8月加盟（日本ジオパークネットワークには2008年12月加盟）
- 島原半島ジオパーク - 2009年8月加盟（日本ジオパークネットワークには2008年12月加盟）
- 山陰海岸ジオパーク - 2010年10月加盟（日本ジオパークネットワークには2008年12月加盟）
- 室戸ジオパーク - 2011年9月加盟（日本ジオパークネットワークには2008年12月加盟）
- 隠岐ジオパーク - 2013年9月加盟（日本ジオパークネットワークには2009年10月加盟）
- 阿蘇ジオパーク - 2014年9月加盟（日本ジオパークネットワークには2009年加盟）[広報 4][7][8][9]
- アポイ岳ジオパーク - 2015年9月加盟（日本ジオパークネットワークには2008年12月加盟）[10]
- 伊豆半島ジオパーク- 2018年4月加盟（日本ジオパークネットワークには2012年8月加盟）[11]
- 白山手取川ジオパーク- 2023年5月加盟（日本ジオパークネットワークには2011年9月加盟）[12]

#### 大韓民国
- 済州島ジオパーク

#### 中華人民共和国
- 丹霞山ジオパーク
- 廬山ジオパーク
- 泰山ジオパーク
- 嵩山ジオパーク
- 神農架ジオパーク

#### マレーシア
- ランカウイジオパーク

#### 台湾
ユネスコの世界ジオパークには正式に登録されないが、文化資産保存法により「台湾地質公園（Taiwan Geopark）」として下記の地質公園が制定されている。
- 野柳地質公園
- 龍崎牛埔悪地地質公園
- 東部海岸富岡地質公園
- 利吉悪地地質公園
- 澎湖海洋地質公園
- 草漯沙丘地質公園
- 草嶺地質公園
- 馬祖地質公園

### 欧州

#### ギリシャ
- レスボスジオパーク

#### ハンガリー／スロバキア
- ノヴォフラド・ノーグラード・ジオパーク

## 世界各国のジオパーク

### 日本ジオパーク
日本ジオパークは、日本ジオパーク委員会（JGC）により日本ジオパークネットワーク（JGN）への加盟を認定されたジオパークである。2025年1月現在、48地域が加盟。なお、日本の世界ジオパークはすべて日本ジオパークとしても認定されている。以下、世界ジオパークは太字で記す。
- 2008年12月加盟（7地域）
  - 洞爺湖有珠山ジオパーク - 2009年8月に世界ジオパークネットワークに加盟
  - 糸魚川ジオパーク - 2009年8月に世界ジオパークネットワークに加盟
  - 島原半島ジオパーク - 2009年8月に世界ジオパークネットワークに加盟
  - アポイ岳ジオパーク - 2015年9月に世界ジオパークネットワークに加盟
  - 南アルプス（中央構造線エリア）ジオパーク
  - 山陰海岸ジオパーク - 2010年10月に世界ジオパークネットワークに加盟
  - 室戸ジオパーク - 2011年9月に世界ジオパークネットワークに加盟
- 2009年10月加盟（4地域）
  - 恐竜渓谷ふくい勝山ジオパーク
  - 隠岐ジオパーク - 2013年9月に世界ジオパークネットワークに加盟
  - 阿蘇ジオパーク - 2014年9月に世界ジオパークネットワークに加盟
  - 天草御所浦ジオパーク - 2014年10月に天草ジオパークに合併[広報 5]
- 2010年9月加盟（3地域）
  - 白滝ジオパーク
  - 伊豆大島ジオパーク
  - 霧島ジオパーク
- 2011年9月加盟（6地域）
  - 男鹿半島・大潟ジオパーク
  - 磐梯山ジオパーク
  - 茨城県北ジオパーク - 2017年12月22日に認定取消し[広報 6][16][17]
  - 下仁田ジオパーク
  - ジオパーク秩父
  - 白山手取川ジオパーク - 2023年5月に世界ジオパークネットワークに加盟
- 2012年9月加盟（5地域）
  - 八峰白神ジオパーク
  - ゆざわジオパーク
  - 銚子ジオパーク
  - 箱根ジオパーク
  - 伊豆半島ジオパーク - 2018年4月に世界ジオパークネットワークに加盟
- 2013年9月加盟（7地域）
  - 三笠ジオパーク
  - 三陸ジオパーク
  - 佐渡ジオパーク
  - 四国西予ジオパーク
  - おおいた姫島ジオパーク
  - おおいた豊後大野ジオパーク
  - 桜島・錦江湾ジオパーク
- 2013年12月加盟（1地域）
  - とかち鹿追ジオパーク[広報 7]
- 2014年（平成26年）8月28日加盟（3地域）[18][広報 8]
  - 立山黒部ジオパーク[18]
  - 南紀熊野ジオパーク[18]
  - 天草ジオパーク - 2014年10月に天草御所浦ジオパークが合併[広報 5]、2020年3月に日本ジオパークネットワーク退会[19]

- 2014年12月加盟（1地域）[広報 9]
  - 苗場山麓ジオパーク
- 2015年8月加盟（3地域）[広報 10][20]
  - Mine秋吉台ジオパーク
  - 三島村・鬼界カルデラジオパーク
  - 栗駒山麓ジオパーク
- 2016年9月加盟（4地域）[広報 11]
  - 下北ジオパーク
  - 筑波山地域ジオパーク
  - 浅間山北麓ジオパーク
  - 鳥海山・飛島ジオパーク
- 2017年12月加盟（1地域）[広報 6]
  - 島根半島・宍道湖中海ジオパーク
- 2018年9月加盟 (1地域) [広報 12]
  - 萩ジオパーク
- 2021年9月加盟 (1地域) [広報 13]
  - 土佐清水ジオパーク
- 2022年1月加盟 (1地域) [広報 14]
  - 十勝岳ジオパーク
  - 五島列島（下五島エリア）ジオパーク
- 2024年10月加盟 (1地域)
  - 三好ジオパーク
- 2025年1月加盟 (1地域)
  - 蔵王ジオパーク

#### 日本ジオパーク功労者表彰
日本ジオパークネットワークは、日本におけるジオパーク活動に対して大きな貢献をした個人または団体に対して表彰を行っている。
- 2013年　岩松　暉氏
- 2014年　まちこん伊東
- 2014年　静岡県立伊豆総合高等学校
- 2015年　ジオガシ旅行団

#### 糸魚川のジオパーク運動
国際的なジオパークの活動とは別に、1991年より新潟県糸魚川市ではジオパークという語を用いた活動が行われていた。糸魚川市は、糸魚川静岡構造線とフォッサマグナという日本列島の形成に関わる重要な地質構造、ヒスイなど貴重な鉱物や多様な岩石・地層が産出する地域であることから、1987年に市がまとめた「フォッサマグナと地域開発構想」に基づいて、1990年には人工的に糸魚川静岡構造線を露出させたフォッサマグナパークを設置した。さらに博物館の建設準備と市内の地質見学地のガイドマップや解説板の整備が進められる中、1994年に新設されるフォッサマグナミュージアムと調和のとれる名称として、それまでの地質見学地に代わってジオパークという名称が1991年に博物館の学芸員によって造語され、使い始められた。ジオパークという言葉を世界で最初に使い始めたのは糸魚川市である。中央博物館としてのフォッサマグナミュージアムと、野外博物館としてのジオパークの保全や利用の促進と、それらを通じた地域の振興が進められてきたが、これは2004年に始まる国際的なジオパーク活動とは独立に発想され進められてきたものであり、地質学に特化した博物館施設とフィールドミュージアムの総称として使われていた。
2008年に世界ジオパークネットワークに加盟し、独自のジオパークという名称の使用を止め、国際的なジオパークへと転換した。

### 中華人民共和国のジオパーク
中華人民共和国では、国家レベルのジオパークを「中国国家地質公園（中国国家地质公园）」として国土資源部が制定している。1989年に制定プログラムが開始、2000年8月に正式に申請と評価のしくみを導入し、2001年3月に第一次国家地質公園を11ヶ所制定した。現時点で、ユネスコ世界ジオパーク31ヶ所（香港を含む）とは別に、中国本土に138の中国国家地質公園を承認している。

### 広報資料・プレスリリースなど一次資料
1. 1 2  “ジオパークとは”.   日本ジオパークネットワーク. 2017年4月14日閲覧。
2. 1 2 3 4 5 6 7  日本ジオパークネットワーク > JGNについて > 沿革（2016年9月30日閲覧）
3. ↑  日本ジオパークネットワーク > JGNについて > お知らせ・プレスリリース（2016年10月30日閲覧）
4. ↑  阿蘇ジオパーク
5. 1 2  日本ジオパーク委員会 > 日本のジオパーク
6. 1 2  日本ジオパーク新規認定および再認定審査結果（日本ジオパーク委員会、2017年12月22日）
7. ↑  とかち鹿追ジオパークの概要
8. ↑  日本ジオパークネットワーク新規加盟地域決定（2014年9月7日閲覧）
9. ↑  日本ジオパーク認定審査結果報告（2015年9月5日閲覧）
10. ↑  日本ジオパークネットワーク新規加盟地域決定（日本ジオパーク委員会、2015年9月4日）
11. ↑  日本ジオパークネットワーク新規加盟認定地域決定（日本ジオパーク委員会、2016年9月9日）
12. ↑  ユネスコ世界ジオパーク国内再認定および日本ジオパーク新規認定審査結果（日本ジオパーク委員会、2018年9月20日）
13. ↑  日本ジオパーク新規認定審査結果（日本ジオパーク委員会、2021年9月25日）
14. ↑  日本ジオパーク新規認定審査および日本ジオパーク再認定審査結果（日本ジオパーク委員会、2022年1月28日）
15. 1 2 3  “糸魚川ジオパークのあゆみ”.   糸魚川ジオパーク協議会. 2017年1月15日閲覧。
16. 1 2 3  “糸魚川ジオパークって何だろう？”.   新潟県 (2009年10月10日). 2017年1月15日閲覧。